# Omphalocarpum mayumbense
Omphalocarpum mayumbense är en tvåhjärtbladig växtart som beskrevs av S. Greves. Omphalocarpum mayumbense ingår i släktet Omphalocarpum och familjen Sapotaceae.
Artens utbredningsområde är Cabinda. Inga underarter finns listade i Catalogue of Life.